# پوینت کامفرت (تگزاس)
پوینت کامفرت، تگزاس(به انگلیسی: Point Comfort, Texas) شهری در ایالت تگزاس از ایالات جنوبی ایالات متحده آمریکا است. در سرشماری سال ۲۰۰۰، جمعیت این شهر ۷۸۱ نفر اعلام شد.